# Đường thư (phim)
Đường thư là một bộ phim Việt Nam có thời lượng 85 phút nói về cuộc chiến tranh Việt Nam của đạo diễn Bùi Tuấn Dũng với sự tham gia của các diễn viên Quốc Tuấn và Tuấn Tú.

## Nội dung
Năm 1967, cuộc Kháng chiến chống Mỹ vẫn đang diễn ra, Tân (Quốc Tuấn đóng) và An (Tuấn Tú đóng) là hai chiến sĩ quân bưu mặt trận, nhận lệnh vận chuyển một công văn thượng khẩn giữa chiến trường ác liệt. Bằng mọi giá họ phải chuyển mật lệnh của cấp trên đến một đơn vị quân giải phóng đang bị địch bao vây ở cao điểm 861, cách sở chỉ huy nhiều ngày đường. Nếu lệnh đến chậm hoặc không đến được thì cả đơn vị này có nguy cơ bị tiêu diệt.
Trên đường đến cao điểm 861, hai chiến sĩ quân bưu – một đã dạn dày trận mạc (Tân) và một là lính mới (An) – đã phải đối mặt với muôn vàn khó khăn, gian khổ, hiểm nguy. Phẩm chất gan dạ, mưu trí, dũng cảm và ý thức trách nhiệm của người chiến sĩ quân bưu được bộc lộ qua việc họ xử lý những tình huống, những trở ngại trên "đường thư". An lúc nào cũng chờ đợi ngày được về quê gặp lại cô người yêu tên Dịu (Lưu Hà đóng).
Tân và An nhìn thấy vài cô gái dân tộc miền núi tắm dưới suối. An định xuống suối lấy nước nhưng Tân cản lại, anh lo sợ rằng gần đó có một tên địch đang rình rập với khẩu súng bắn tỉa. Cả hai đến một hang động của quân giải phóng, An bắt đầu than phiền rằng người lính quân bưu như anh không bao giờ được báo chí, phim ảnh ca ngợi. Cả hai ghé vào một nơi ẩn náu khác của quân giải phóng, tại đây có rất nhiều thương binh từng chạm trán với quân địch. An vô tình đạp phải một quả mìn, nhưng Tân đã dùng dao gỡ quả mìn ra trước khi nó phát nổ.
Một nhóm biệt kích của Việt Nam Cộng hòa cũng đang có mặt trong khu rừng này, chúng giết chết một ông lão người miền núi, người con trai của ông lão thấy cha mình bị giết nên quyết tâm trả thù. Một tên biệt kích và tên chỉ huy người Mỹ đã chết do bị trúng mũi tên độc của chàng trai. Tân và An không may bị phát hiện, họ cố gắng bỏ chạy. Tân ẩn nấp thành công trong khi An rơi xuống hố và bị bắt giữ, may mắn là bức thư vẫn còn ở dưới hố nên không rơi vào tay địch. Đêm đó, bọn biệt kích trói An lại, nói rằng sáng mai sẽ có máy bay trực thăng đến giải anh vào Sài Gòn để tra khảo. Tân muốn xông vào cứu An nhưng anh bị ngã xuống suối. Chàng trai miền núi lẻn vào cứu An, hai người giết được ba tên biệt kích trước khi bỏ trốn.
Tân và An tái hợp, cả hai tiếp tục hành trình. Cuối cùng họ đã đến cao điểm 861, nơi đây đang diễn ra một cuộc bắn giết ác liệt. Tân bị thương trong lúc chạy về phía chiến hào để trao bức thư, An sau đó cõng Tân chạy khỏi làn lửa đạn. Nhận được bức thư, quân giải phóng như được tiếp thêm sức mạnh và chiến đấu dữ dội hơn, đẩy lùi toàn bộ quân địch ra khỏi khu vực đó. Tân phải ở lại để chữa trị, còn An được trở về miền Bắc. An về quê gặp lại mẹ, anh đau khổ khi biết được Dịu đã chết trong một vụ ném bom trong lúc đi gặt lúa.

## Diễn viên
- Quốc Tuấn vai Tân
- Tuấn Tú vai An
- Lưu Hà vai Dịu